# Angus Wall
Angus Wall est un monteur, graphiste et producteur de cinéma américain, célèbre à la fois pour la création de génériques et le montage des films de David Fincher, notamment en collaboration avec Kirk Baxter.

## Récompenses
- 2012 : Oscar du meilleur montage pour Millénium : Les Hommes qui n'aimaient pas les femmes (The Girl with the Dragon Tattoo) (partagé avec Kirk Baxter) ;
- 2011 : Oscar du meilleur montage pour The Social Network (partagé avec Kirk Baxter) ;
- 2005 : BAFTA Award du meilleur générique pour Rome ;
- 2004 : Primetime Emmy Award du meilleur générique pour La Caravane de l'étrange.

En 2012, son travail, avec Baxter, sur Millénium : Les Hommes qui n'aimaient pas les femmes (The Girl with the Dragon Tattoo) a également été nommé à l'Oscar du meilleur montage, tout comme, quatre ans plus tôt, L'Étrange Histoire de Benjamin Button, nommé à l'Oscar du meilleur montage, au British Academy Film Award du meilleur montage et à l'Eddie Award du meilleur montage.

## Filmographie

### Comme monteur
- 2011 : Millénium : Les Hommes qui n'aimaient pas les femmes (The Girl with the Dragon Tattoo) de David Fincher ;
- 2011 : The Social Network de David Fincher ;
- 2008 : L'Étrange Histoire de Benjamin Button de David Fincher ;
- 2007 : Zodiac de David Fincher ;
- 2005 : Âge difficile obscur de Mike Mills
- 2002 : The Hire (épisode Hostage) de John Woo
- 2002 : Panic Room de David Fincher (avec James Haygood)
- 2000 : Sunset Strip (en) d'Adam Collis ;
- 1999 : Architecture of Reassurance de Mike Mills (court).